# Эттер, Павел Павлович
Павел Павлович Эттер (18 (30) мая 1840 — 28 октября (10 ноября) 1910) — генерал от кавалерии в отставке.

## Биография
Родился 18 (30) мая 1840 года в семье генерал-майора Павла Васильевича Эттер, по разным сведениям — в Выборге или Гельсингфорсе.
Также как и брат Николай воспитывался в Пажеском корпусе, откуда был выпущен корнетом в лейб-гвардии Конный полк в 1857 году (спустя 5 лет после брата). В поручики был произведён 3 апреля 1860 года, в штабс-ротмистры — 3 апреля 1863 года. В 1863 году был награждён орденом Св. Анны 3-й степени с мечами и бантом, в 1867 году — орденом Св. Станислава 2-й степени. В 1869 году к ордену Св. Станислава была пожалована императорская корона и в том же году, 20 апреля, он был произведён в полковники. В 1871 году получил орден Св. Анны 2-й степени, с императорской короной к нему — в 1873 году. С 22 сентября 1873 года был командиром 6-го гусарского Клястицкого полка. В 1878 году получил орден Св. Владимира 4-й степени.
В декабре 1880 года был произведён в генерал-майоры с назначением с 1 декабря командиром 1-й бригады Кавказской кавалерийской дивизии. В 1884 году награждён орденом Св. Владимира 3-й степени, в 1887 году — Св. Станислава 1-й степени, в 1890 году — Св. Анны 1-й степени.
С 1 апреля 1893 года был назначен начальником 3-й бригады Кавалерийского запаса; 30 августа 1894 года был произведён в генерал-лейтенанты и 3 декабря того же года был назначен начальником гвардейской бригады Кавалерийского запаса. В 1897 году получил орден Св. Владимира 2-й степени, в 1902 году — орден Белого орла. Был также награждён иностранными орденами: Прусской короны 2-й ст. (1873) и Филиппа Великодушного (1880).
Женился 21 января 1900 года на вдове генерал-лейтенанта Н. М. Цёге-фон-Мантейфеля, Александре Петровне (урожд. Дьякова; 02.03.1854, Мокрое, Тамбовская губерния — 12.05.1903, Санкт-Петербург). 
Вышел в отставку 16 апреля 1906 года с производством в генералы от кавалерии. Умер 28 октября (10 ноября) 1910 года в Гельсингфорсе.